# Presidente de la Comisión Militar Central
El Presidente de la Comisión Militar Central de la República Popular de China tiene la responsabilidad de comandar la Comisión Militar Central. 
Según el Capítulo 3, Sección 4 de la Constitución de la República Popular de China, "La Comisión Militar Central de la República Popular de China dirige las fuerzas armadas del país. La Comisión Militar Central está compuesta de: El Presidente y el vicepresidente. 
El período de la Comisión Militar Central es el mismo de la  Asamblea Popular Nacional de China.
Este cargo está subdividido en dos partes, aunque son ejercidos por el mismo presidente estas son:
- Presidente de la Comisión Militar Central de la República Popular de China.
- Presidente de la Comisión Militar Central del Partido Comunista de China.